# Crosspoint Investment Banking & Real Estate
Crosspoint Real Estate  este o companie din România fondată în 2005, cu activități în segmentul consultanței financiare și al celei imobiliare.
Crosspoint a gestionat până în prezent portofolii totale de peste 180 milioane de euro și peste 50 de proiecte de dimensiuni mari, pentru companii locale și multinaționale.
Incepand cu anul 2012, Crosspoint Real-Estate a fost reprezentant exclusiv pentru România al Leading Real Estate Companies of the World (LeadingRE), o rețea internațională care include peste 500 de companii din domeniul imobiliar, ce realizează la nivel mondial tranzacții anuale în valoare de peste 300 miliarde euro.

## Tranzacții în ultimii 5 ani
În 2015, Crosspoint a intermediat tranzacții imobiliare off plan în valoare 2,5 mil. euro, reprezentând valoarea cumulată a unor pachete de apartamente în imobile rezidențiale noi, aflate în etape de construcție. 
În martie 2015, Crosspoint a asistat tranzacția prin care dezvoltatorul imobiliar GTC a vândut centrul comercial Galleria din Buzau, primul mall construit de companie în Romania, grupului de firme Eurosting.
În decembrie 2014, Crosspoint a fost consultant în tranzacția prin care compania Hercesa a vândut un teren de 13.000 mp unui vehicul cumpărător deținut de compania românească Primavera Development. Conform unui clasament al revistei Capital, in 2014 Crosspoint a asistat 2 dintre cele mai mari tranzacții rezidențiale din București. 
În decembrie 2013, Crosspoint a fost consultant în tranzacția prin care grupul polonez Getin Holding a preluat Romanian International Bank. 
Management:
- Codrin Matei, Managing Partner[11][12]
- Mihai Dumitrescu, Managing Partner[13]
- Simona Buta, Head of Operations
- Cosmin Grecu, Head of Crosspoint Valuation

Divizia de consultanță imobiliară Crosspoint Real Estate a lansat în 2014 revista "Property Invest", singura revistă dedicată proprietăților imobiliare premium din București.